# Dešná (Slovensko)
Dešná je část obce Lysá pod Makytou v okrese Púchov na Slovensku. Leží v Javornících, v geomorfologické části Lysianská brázda, na soutoku Beňadína a Rôtovského potoka, 4 km severozápadně od Lysé pod Makytou, v nadmořské výšce 415 metrů nad mořem.
Centrum Dešné je přístupné odbočením ze silnice I/49 vedoucí sem z Lyského průsmyku do Púchova. Patří k ní víceré kopanice (tj. obecní pozemky), západně od ní vede státní hranice s Českou republikou.
V okolí se nalézají vhodné lyžařské terény, lyžařské vleky byly vybudovány u osady Beňadín (kratší) a Šústové (delší).